# Mahamane Ousmane
Mahamane Ousmane (Zinder, 20 januari 1950) is een Nigerees politicus. Hij was de vierde president van Niger van 1993 tot hij in 1996 bij een staatsgreep werd afgezet. Van 1999 tot 2009 was hij voorzitter van het parlement. Ook is hij voorzitter van de Democratische en Socialistische Vergadering (CDS), op dit moment een grote oppositiepartij.

## Levensloop
Ousmane volgde economische studies in Frankrijk en Canada. Nadat Niger in 1991 een meerpartijenstelsel kreeg richtte Ousmane de CDS op. Hij nam deel aan de eerste presidentsverkiezingen en werd tweede in de eerste ronde achter Mamadou Tandja. In de tweede ronde wist hij Tandja te verslaan, zodat hij president werd.
Tijdens zijn eerste periode als president had zijn coalitie een meerderheid in het parlement. In september 1994 liet Ousmane echter een decreet uitgaan waardoor de macht van de premier werd ingeperkt. Destijds was Mahamadou Issoufou premier. Deze trad af en zijn partij, de Nigerese Partij voor Democratie en Socialisme (PNDS), trok zich terug uit de regering. Daardoor verloor Ousmane zijn meerderheid in het parlement. Hij stelde nog wel partijgenoot Souley Abdoulaye aan als de nieuwe premier, maar nieuwe verkiezingen waren nodig. De parlementsverkiezingen in januari 1995 werden gewonnen door de oppositie en Ousmane moest samenwerken met premier Hama Amadou. Deze was afkomstig van de Nationale Beweging voor de Ontwikkeling van de Maatschappij (MNSD). De samenwerking tussen beide verliep niet goed en er ontstond een patstelling.
Ousmane weigerde vanaf april om de kabinetsvergadering bij te wonen, hoewel hij daar wettelijk toe verplicht was. Amadou verving in juli de hoofden van een aantal staatsbedrijven, een beslissing waar Ousmane fel op tegen was. Ook probeerde Amadou de rol van president over te nemen binnen de ministerraad. De spanningen liepen zo hoog op dat Ousmane liet weten na een jaar – de termijn die in de grondwet werd genoemd - nieuwe verkiezingen uit te schrijven.
Het kwam echter niet zover doordat er op 27 januari 1996 een militaire coup plaatsvond onder leiding van Ibrahim Baré Maïnassara. Deze wees op de politieke wanorde om zijn daad te rechtvaardigen. Ousmane, Amadou en Issoufou werden alle onder huisarrest geplaatst tot 24 april. Er werden nieuwe verkiezingen uitgeschreven, maar daarbij werd sterk gefraudeerd door Maïnsarra. Ousmane nam wel deel, maar haalde slechts 19,75 procent van de stemmen. Op de tweede stemdag werd Ousmane opnieuw onder huisarrest geplaatst, ditmaal voor een periode van twee weken. Bij een demonstratie voor de democratie werd Ousmane samen met Issoufou en Amadou gearresteerd en twaalf dagen vastgehouden.
Ousmane nam in oktober 1999 opnieuw deel aan de presidentsverkiezingen. Deze vonden plaats na de geslaagde aanslag op Mainassara. Ousmane werd derde met 22,51 procent van de stemmen. De verkiezingen werden door Tandja gewonnen. In het parlement vormden de CDS en de MNSD van Tandja een meerderheidsalliantie. Ousmane werd in het parlement gekozen en op 29 december 1999 aangesteld als voorzitter.
Ousmane nam in november 2004 opnieuw deel aan de verkiezingen, maar behaalde nu slechts 17,5 procent van de stemmen. Hij werd wel opnieuw herkozen als voorzitter. In november 2006 werd hij ook gekozen als voorzitter van het parlement van ECOWAS, een regionaal samenwerkingsorgaan.
President Tandja’s tweede termijn liep in december 2009 af en volgens de grondwet kon hij zich niet opnieuw verkiesbaar stellen. Tandja stelde dat het volk wilde dat hij aanbleef en ontbond daarom in mei 2009 het parlement. Hij vormde een nieuw hooggerechtshof en dit stemde in met een referendum over de vraag of Tandja nog drie jaar mocht aanblijven als president. Uit protest tegen het handelen van Tandja verliet de CDS verliet  in juni 2009 zijn regering. De CDS nam deel aan een oppositieboycot van het referendum in augustus 2009 en aan de parlementsverkiezingen in oktober 2009. De vijandigheid tussen Tandja’s regering en zijn voormalige coalitiegenoot groeide en tegen Ousmane werd een arrestatiebevel uitgevaardigd. Ousmane vluchtte daarop naar het buitenland. Na bemiddeling door diplomaten van de Europese Unie liet premier Ali Badjo Gamatie op 8 december 2009 weten dat het arrestatiebevel voorlopig was opgeschort om gesprekken te kunnen voeren met de oppositie. Ousmane stelde op 10 december dat dit hoopgevend was, maar stelde dat het ook nodig was een aantal politieke gevangenen vrij te laten. Twee weken werd het arrestatiebevel van Ousmane en andere oppositieleiders weer geactiveerd.
Tandja werd op 18 februari 2010 afgezet bij een militaire staatsgreep onder leiding van Salou Djibo. Ousmane keerde op 24 maart terug naar Niger. De democratie werd hersteld. In februari 2011 nam Ousmane opnieuw deel aan de presidentsverkiezingen, maar hij werd vierde met slechts 8,2 procent van de stemmen.